# Cecco d’Ascoli

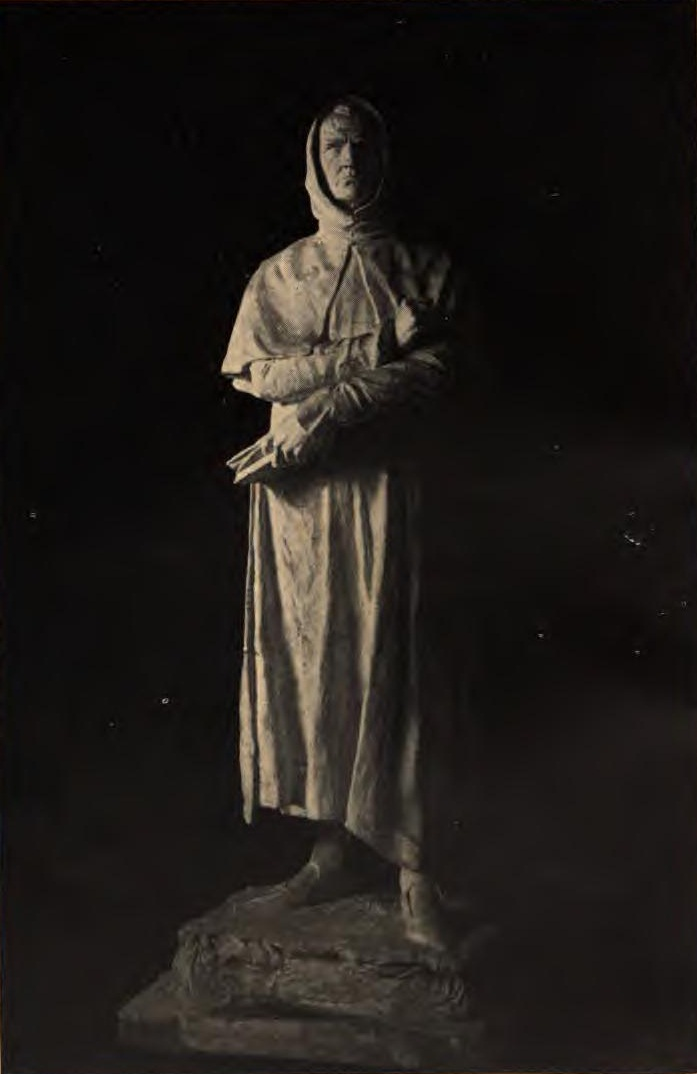
Cecco d’Ascoli

Cecco d’Ascoli (eigentlich: Francesco Stabili, Gelehrtenname: Cichus Esculanus; * 1269 in Ancarano bei Ascoli; † 26. September 1327 in Florenz) war ein italienischer Dichter, Arzt, Astronom, Astrologe und Freidenker.

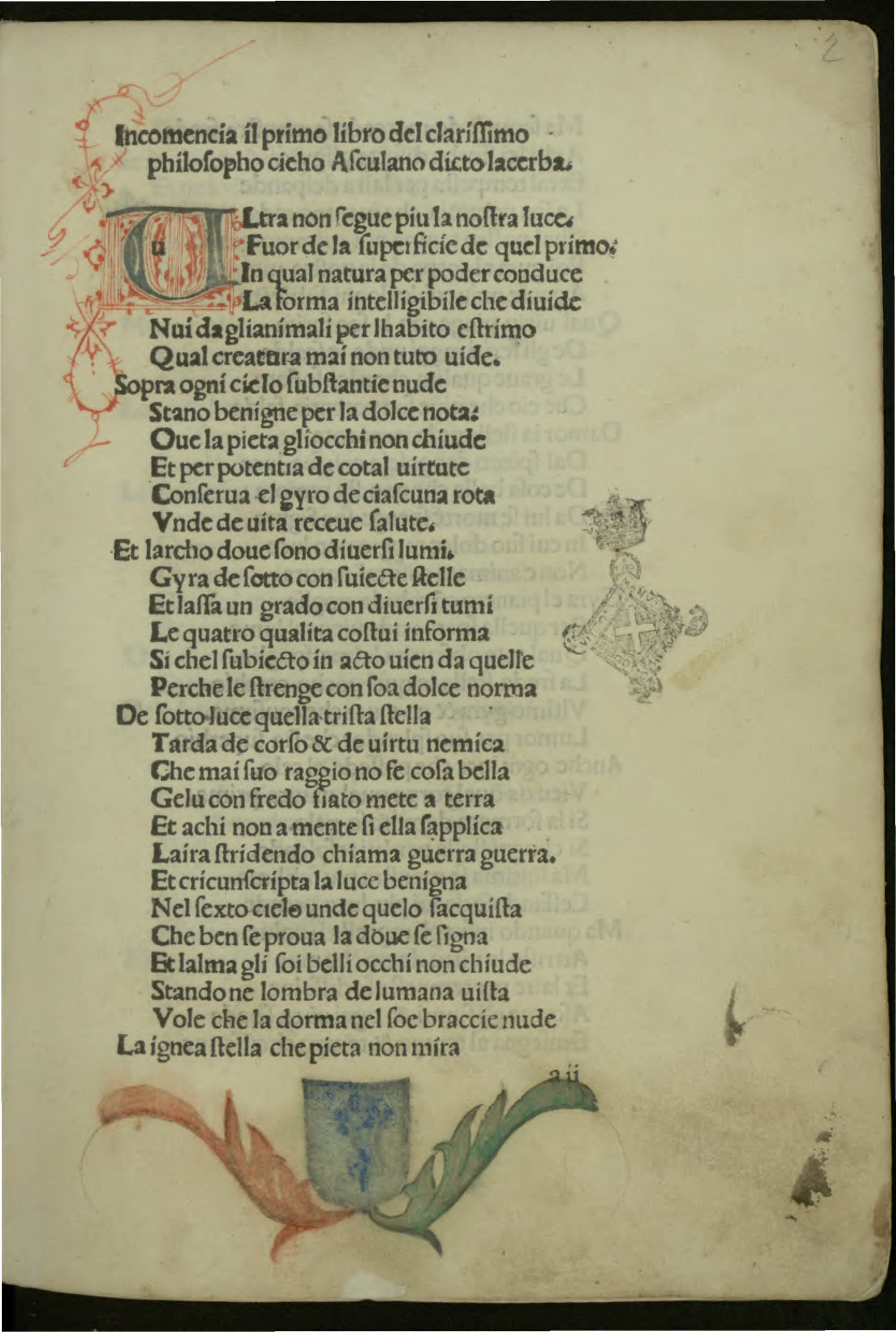
Acerba, incipit, 1484

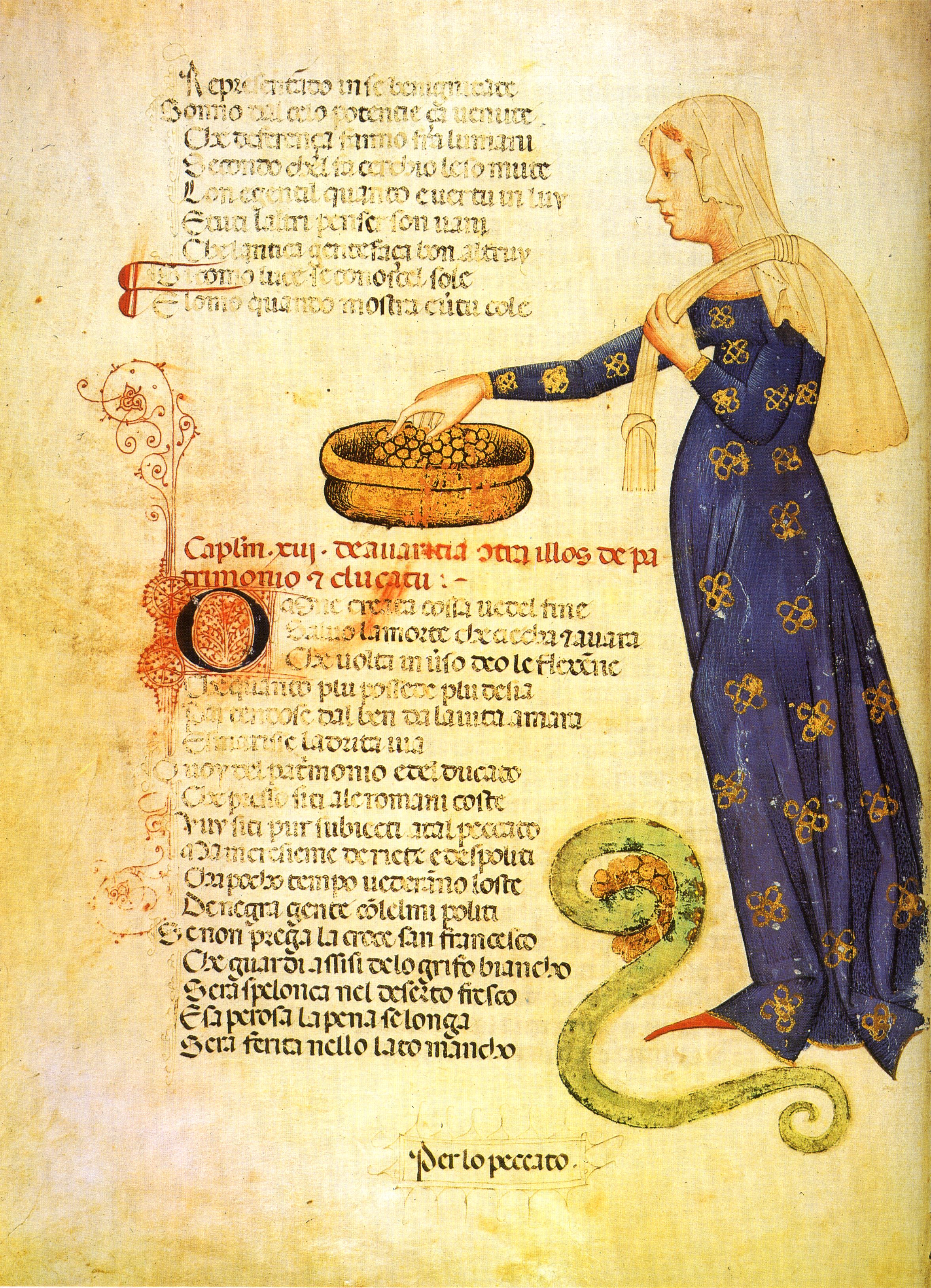
Cecco d’Ascoli, L’acerba (Kapitel über den Geiz). Florenz, Biblioteca Medicea Laurenziana, Plut. 40.52, fol. 24v (14. Jahrhundert)

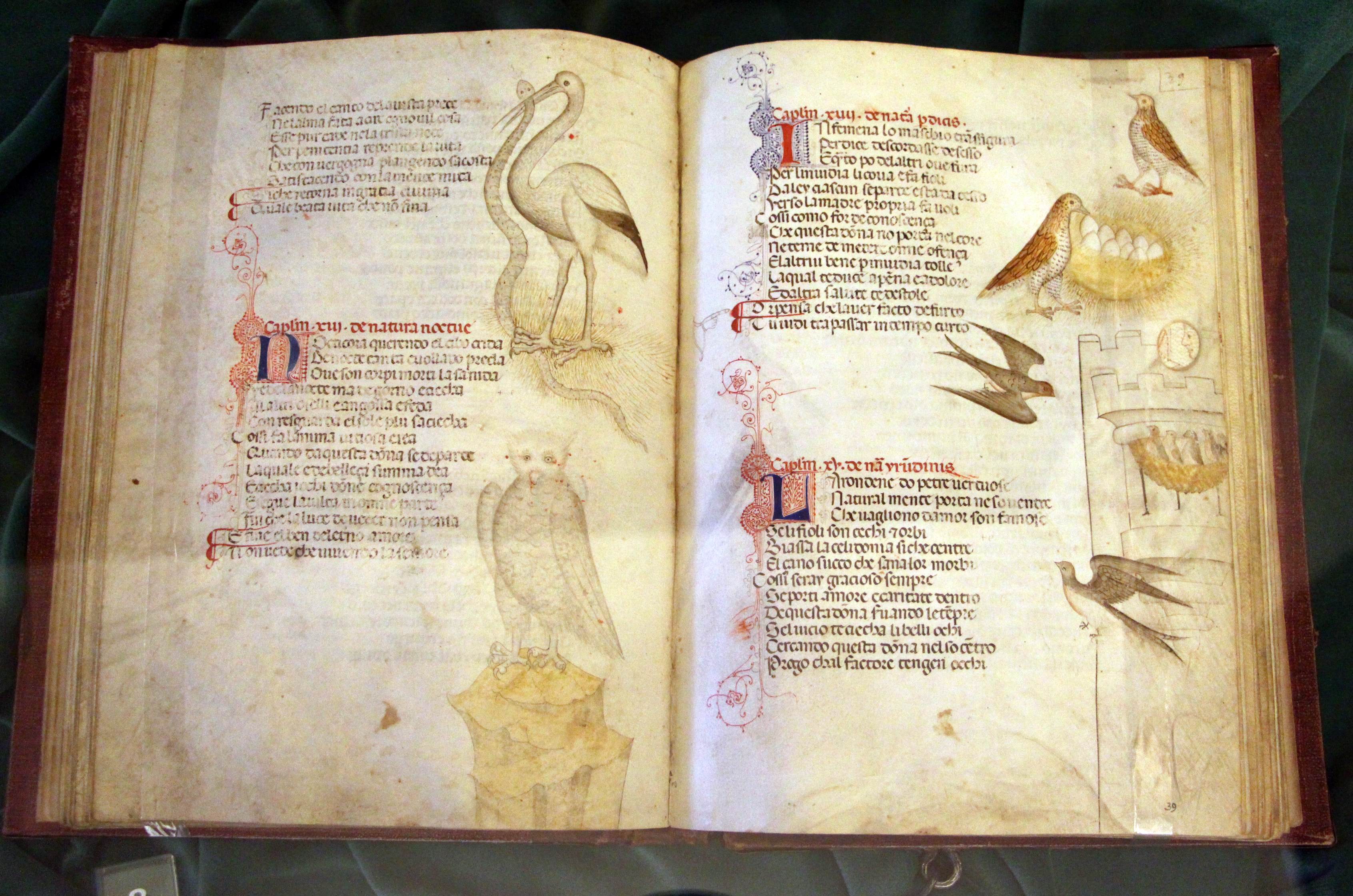
Ceccos Acerba in einer Handschrift des 14. Jahrhunderts in Florenz, Biblioteca Medicea Laurenziana

## Leben
Ab 1322 wirkte Cecco als Professor für Mathematik und Astronomie an der Universität Bologna. Es ist behauptet worden, dass er in Avignon im Dienst des Papstes Johannes XXII. gestanden und dass er die Bekanntschaft von Dante gesucht habe, nur um dann Streit mit ihm zu beginnen. Hierfür gibt es keine Beweise. Fest steht, dass Cecco einen Kommentar zur Sphaera des Johannes de Sacrobosco verfasst hat, in dem er kühne Behauptungen über das Wirken von Dämonen aufstellte. Hierüber geriet er in Meinungsverschiedenheiten mit der Geistlichkeit, wurde 1324 zu Fasten und Gebet und zur Zahlung einer Geldbuße von 75 Kronen verurteilt. Um dieser Strafe zu entgehen, ging er nach Florenz, wo er im Hause des Herzogs Carlo von Kalabrien Aufnahme fand. Nach anderen Quellen wurde er von der Inquisition der Ketzerei angeklagt und am 16. Dezember 1324 seiner Ämter enthoben.
Durch sein unverhohlenes Freidenkertum hatte Cecco sich viele Gegner gemacht, er hatte Dantes Commedia  und Guido Cavalcantis Canzone d’Amore kritisiert, somit war sein Schicksal besiegelt. Der Arzt Dino del Garbo verklagte ihn unablässig, die alte Anklage der Gottlosigkeit wurde erneut erhoben, Cecco wurde vor Gericht gebracht und verurteilt, diesmal zum Tode. Am Tag nach dem Urteilsspruch wurde er am 26. September 1327 in Florenz auf dem Scheiterhaufen verbrannt.
Cecco d’Ascoli hinterließ zahlreiche Werke, von denen die meisten nie veröffentlicht worden sind. Das Buch, dem er seinen Ruf verdankt, und das zu seinem Tode führte, war das Acerba (von acervus), ein enzyklopädisches Gedicht, von dem bis 1546, dem Jahr der letzten gedruckten Auflage, mehr als zwanzig Ausgaben erschienen sind. Es ist unvollendet und umfasst vier Bücher. Das erste Buch behandelt Astronomie und Meteorologie, das zweite die Einwirkung der Gestirne, Physiognomie, Laster und Tugenden; das dritte handelt von Mineralien und von der Liebe der Tiere; das vierte diskutiert eine Reihe von moralischen und physikalischen Problemen und ihre Lösungen. Von einem fünften Buch über Theologie ist nur das Anfangskapitel fertig geworden.
Ein Mann von ungeheurer Gelehrsamkeit und von großen und vielfältigen Fähigkeiten, mit einem Wissen, das auf Experiment und Beobachtung beruhte – was ihn alleine schon aus der Schar der Gelehrten jenes Zeitalters heraushebt –, war Cecco seinen Zeitgenossen in mancherlei Hinsicht voraus. Er wusste von metallenen Meteoriten und Sternschnuppen, der Tau war ihm kein Rätsel, versteinerte Pflanzen erklärte er durch Umwälzungen der Erdoberfläche, die zur Bildung von Bergen geführt hatten, er soll sogar den Blutkreislauf erkannt haben.
Die am wenigsten fehlerhafte der vielen Ausgaben des Acerba ist die in Venedig 1510 erschienene. Die früheste bekannte Ausgabe, die außerordentlich selten geworden ist, ist die aus Brescia, die zwar undatiert ist, aber etwa auf 1473 datiert werden kann.
Der Mondkrater Cichus ist nach Cecco benannt.